# Paul Cleave
Pour les articles homonymes, voir Cleave.
Paul Cleave, né le 10 décembre 1974  à Christchurch, est un écrivain néo-zélandais.

## Biographie
Paul Cleave est né à Christchurch en Nouvelle-Zélande, en 1974.
Il a travaillé comme prêteur sur gages pendant sept ans avant de se tourner totalement vers l'écriture. Il avait écrit son premier roman à 19 ans, et depuis ses premiers jours à l'école, a toujours voulu être un écrivain. Un employé modèle est son premier roman. Il a connu un succès international retentissant, se classant dès sa parution en tête des meilleures ventes en Allemagne, au Japon, en Nouvelle-Zélande et en Australie.

### Romans
- (en) The Killing Hour, 2007
- Nécrologie, Sonatine Éditions, 2012 ((en) Cemetery Lake, 2008), trad. Fabrice Pointeau, 415 p.  (ISBN 978-2-3558-4168-2)Réédité par Le Livre de poche en 2014, 456p.  (ISBN 978-2253164999)
- Un père idéal, Sonatine Éditions, 2011 ((en) Blood Men, 2010), trad. Fabrice Pointeau, 405 p.  (ISBN 978-2-3558-4071-5)Réédité par Le Livre de poche en 2012, 428p.  (ISBN 978-2-253-15710-6)
- La Collection, Sonatine Éditions, 2014 ((en) Collecting Cooper, 2011), trad. Fabrice Pointeau, 474 p.  (ISBN 978-2355842764)Réédité par Le Livre de poche en 2016, 552p.  (ISBN 978-2253095163)
- (en) The Laughterhouse, 2012
- (en) Five Minutes Alone, 2014
- Ne fais confiance à personne, Sonatine Éditions, 2017 ((en) Trust no one, 2015), trad. Fabrice Pointeau, 400 p.  (ISBN 978-2-35584-640-3)
- Intuitions, Sonatine Éditions, 2020 ((en) A Killer Harvest, 2017), trad. Fabrice Pointeau, 526 p.  (ISBN 978-2-35584-697-7)
- Cauchemar, Sonatine Éditions, 2019 ((en) Whatever it Takes), trad. Fabrice Pointeau  (ISBN 978-2-35584-766-0)
- Sans un bruit,  Sonatine Editions, trad. Fabrice Pointeau, 2022, 496 p.  (ISBN 9782355848940)

#### SérieJoe Middleton
1. Un employé modèle, France Loisirs, 2009 ((en) The Cleaner, Random House, 2006), trad. Benjamin Legrand, 464 p.  (ISBN 978-2298025408)Réédité par Sonatine Éditions en 2010, 424p.  (ISBN 978-2355840333)
Réédité par Le Livre de poche en 2011, 450p.  (ISBN 978-2253134190)
2. Un prisonnier modèle, Sonatine Éditions, 2016 ((en) Joe Victim, 2013), trad. Fabrice Pointeau, 576 p.  (ISBN 978-2-35584-335-8)

## Prix et nominations

### Nominations
- Prix Ned-Kelly 2007 du meilleur roman pour The Cleaner[1]
- Prix Barry 2014 du meilleur livre de poche pour Joe Victim[2]
- Prix Edgar-Allan-Poe 2014 du meilleur livre de poche pour Joe Victim[3]